# Children of the Whales
Kujira no Kora wa Sajō ni Utau (яп. クジラの子らは砂上に歌う Кудзира но кора ва садзё: ни утау, рус. «Дети кита, поющие среди песков») — манга Аби Умэды, выходившая с 2013 по 2023 год. В январе 2017 года была анонсирована аниме-адаптация. Премьера аниме состоялась с 8 октября 2017 года по 23 декабря 2017 года.

## Сюжет
В прошлом поверхность Земли превратилась в бескрайний песчаный океан, на поверхности которого проглядывают остатки былой цивилизации. По этому океану дрейфует остров Глиняный Кит, большая часть населения которого является «меченными». Меченые люди обладают паранормальными силами, подпитываемыми их эмоциями. Однако, в расплату за это, они живут всего около тридцати лет. Также на острове есть небольшое количество обычных людей, являющихся по меркам меченных долгожителями. Эти люди образуют правящую верхушку острова. Каким образом Земля превратилась в пустыню и есть ли жизнь за пределами Глиняного Кита, большей части его населения неизвестно.

## Персонажи
Чакуро  (яп. チャクロ   Тёкуро) - главный персонаж, 14-летний архивариус Глиняного Кита, одержимый желанием записать как можно больше информации на бумагу. Среди друзей известен как «Разрушитель» за то, что его попытки использовать паранормальные способности обычно приводят к крупным разрушениям.
Сэйю: Нацуки Ханаэ
Рикос  (яп. リコス   Рикос) - главная героиня, девушка найденная Чакуро на острове мимо которого дрейфовал Глиняный Кит. Также является дочерью командующего руководящего атакой на Глиняного Кита. Настоящее ее имя неизвестно, а имя «Рикос» на самом деле имя нууса с которым девушка была связана. Будучи выходцем внешнего мира, первоначально Рикос не имеет эмоций и не желает ими обзаводится. Однако, после разрыва связи со своим нуусом ее эмоции восстанавливаются и Рикос пересматривает свои взгляды как на апатоий, так и на обитателей Глиняного Кита.
Сэйю: Манака Ивами
Оуни  (яп. オウニ   Они) -
Сэйю: Юитиро Умэхара
Суоу  (яп. スオウ   Суо) -
Сэйю: Нобунага Симадзаки
Гинш  (яп. ギンシュ   Гиншу) -
Сэйю: Комацу Микако
Сами  (яп. サミ   Сами) -
Сэйю: Нобунага Симадзаки
Шуан  (яп. シュアン   Сюан) -
Сэйю: Хироси Камия
Рюдари  (яп. リョダリ   Рёдари) -
Сэйю: Дайки Ямасита

## Медия

### Манга
Издательство Akita Shoten приобрела серию для публикации в печати, по состоянию на октябрь 2017 года вышли 10 томов.

#### Страницы
| №  | Japanese          | Japanese               | English         | English                |
| №  | Дата публикации   | ISBN                   | Дата публикации | ISBN                   |
| -- | ----------------- | ---------------------- | --------------- | ---------------------- |
| 1  | December 16, 2013 | ISBN 978-4-253-26101-2 | Ноябрь 21, 2017 | ISBN 978-1-4215-9721-8 |
| 2  | Апрель 16, 2014   | ISBN 978-4-253-26102-9 | Январь 16, 2018 | ISBN 978-1-4215-9722-5 |
| 3  | Сентябрь 16, 2014 | ISBN 978-4-253-26103-6 | —               |                        |
| 4  | Февраль 16, 2015  | ISBN 978-4-253-26104-3 | —               |                        |
| 5  | Июль 16, 2015     | ISBN 978-4-253-26105-0 | —               |                        |
| 6  | Декабрь 16, 2015  | ISBN 978-4-253-26106-7 | —               |                        |
| 7  | Апрель 15, 2016   | ISBN 978-4-253-26107-4 | —               |                        |
| 8  | Октябрь 14, 2016  | ISBN 978-4-253-26108-1 | —               |                        |
| 9  | Март 16, 2017     | ISBN 978-4-253-26379-5 | —               |                        |
| 10 | Сентябрь 15, 2017 | ISBN 978-4-253-26380-1 | —               |                        |

### Аниме
Телевизионная адаптация-аниме анонсирована в январе 2017 года. Премьера экранизации состоялась в октябре 2017 года. Режиссёром адаптации стал Кёхэй Исигуро, известный по аниме «Твоя апрельская ложь», над сценарием работала Митико Ёкотэ, а за музыкальное сопровождение отвечает Хироаки Цуцуми. Само аниме снято на студии J.C.Staff,.